# Халили, Нассер
Сэр Нассер Давид Халили (англ. Nasser David Khalili; перс. ناصر داوود خلیلی‎; род. 18 декабря 1945, Исфахан, Иран) — британский предприниматель, коллекционер произведений искусства, филантроп и учёный, проживающий в Лондоне. Родился в Иране, получил образование в Городском университете Нью-Йорка и лондонской Школе востоковедения и африканистики, является натурализованным подданным Великобритании. Нассер собрал восемь художественных коллекций произведений искусства, объединенных общим названием — Коллекции Халили. Каждая из этих коллекций является наиболее крупной в своем роде из находящихся в частных руках. Общее количество предметов составляет более 35 000 предметов, включая крупнейшую в мире частную коллекцию исламского искусства и произведений японской школы, соперничающую с коллекцией японского императорского дома. Он потратил несколько десятков миллионов фунтов на сохранение, изучение и документирование своих коллекций, опубликовав более 70 каталогов и работ. Предметы из собрания выставляются в различных музеях и институтах по всему миру, включая Государственный Эрмитаж в Санкт-Петербурге.
Халили начал собирать первые образцы в 1970-х во время учебы в Нью-Йорке; в 1980-х он начал инвестировать в лондонскую недвижимость. С тех его личное богатство существенно выросло как он сам заявил, «в результате сделок в мире искусства, предметов потребления и недвижимости». Он известен также покупкой и реконструкцией многих известных зданий в Лондоне и Глазго. Через свою благотворительную организацию Фонд Халили, основанную в 1995 году, он поддерживает ряд мероприятий, направленных на содействие взаимопониманию и диалогу между авраамическими религиями. Его пожертвования пошли на финансирование создания исследовательского центра исламского искусства в Оксфордском университете, а также первой университетской кафедры по этому предмету в Школе восточных и африканских исследований. Он также поддерживает создание и распространение образовательных материалов и написал и распространил историю исламского искусства и архитектуры.
Халили является послом доброй воли ЮНЕСКО и принимал участие в мероприятиях Организации Объединенных Наций и ЮНЕСКО на тему мира между культурами. Его работа в области межкультурного диалога и мира была отмечена почетными степенями пяти университетов и наградами от Национальной ассамблеи Франции и Верховного шерифа Большого Лондона. Он является кавалером ордена Почетного легиона, врученного президентом Франции Франсуа Олландом. Он также является попечителем города Иерусалима и получил рыцарские звания от двух Пап Римских. Он получил рыцарское звание в честь Дня рождения королевы в 2020 году «за заслуги в межконфессиональных отношениях и благотворительности».
Когда Халили спросили о его коллекциях, он заявил, что он «нашел вещи, которые принадлежат к великому наследию, которое просто лежало там незамеченным. [...] Они были вытеснены из истории и заслуживали того, чтобы их сохранили и признали».

## Коллекции Халили
Включает в себя восемь разделов.

### Исламское искусство
Исламское собрание является крупнейшей частной коллекцией в мир и насчитывает порядка 26 000 предметов, охватывая период в 1400 лет (с 700 по 2000 год). Коллекция включает манускрипты, живопись, керамику, стекло, драгоценности, оружие, ковры, текстиль и прочее.
- Шкатулка с изумрудами, Могольская Индия.
- Блюдо из каменной пасты (лакаби), Сирия, ок. 1200.
- Лампа в мечети, Египет, ок. 1385 г. н.э., выдувное стекло с позолотой и эмалевым декором.
- Поэма во славу пророка Мухаммеда, каллиграфически написанная и подписанная Махмудом II, начало XIX века.
- Ларец, Джазира, начало XIII века..

### Хадж и искусство паломничества
Наряду с коллекцией дворца-музея Топкапы, Халили владеет крупнейшей и наиболее значимым собранием предметов, относящихся к истории хаджа: монеты, медали, рукописи, фотографии, миниатюры, относящиеся к Мекке и Медине. Всего около 5000 предметов.
- Медальон с видами Мекки и Медины, отчеканенный около 1845 года, Турция или Хиджаз.
- Статуэтка верблюда и всадника, Ближний Восток, VIII–IX вв.
- Панорамный вид Мекки художника Мухаммада Абдаллаха, 1845 г.
- Чехол для дамасского махмаля, Стамбул, XVII век.
- Занавес для двери Каабы, Каир, Египет, 1606 г. н.э.

### Арамейские документы
Собрание включает 48 исторически значимых документов, относящихся к древней Бактрии, состоящих в основном из писем и отчетов, связанных с судом сатрапа Бактрии. Вместе эти письма и отчеты составляют старейшую известную переписку администрации Бактрии и Согдианы. Документы, написанные на официальном арамейском языке, вероятно, происходят из исторического города Балх, и все они датируются периодом менее 30 лет, между 353 г. до н.э. и 324 г. до н.э.
- Длинный список выплаченных припасов, датированный седьмым годом правления Александра Македонского, 324 годом до н.э.
- Список припасов для Бесса, ноябрь – декабрь 330 г. до н. э.
- Небольшой документ, возможно бирка, 4 век до н.э.

### Японское искусство периода Мэйдзи
Коллекция декоративно-прикладного искусства Мэйдзи (1868—1912) сопоставима по качеству только с коллекцией японской императорской семьи. Она включает в себя более 2200 экспонатов, включая изделия из металла, эмали, лаки, текстиль и керамику.
- Фарфоровая ваза, украшенная Макузу Кодзаном, около 1910 года.
- Курильница. Серебро, украшенное драгоценными металлами и горным хрусталем, 1890 г.
- Глиняная чаша Ябу Мейзан, около 1910 г.
- Настольное украшение в виде рыбы в волнах работы Осимы Дзёна. Бронза, серебро, позолота, сибуити и сякудо. Около 1900 г.
- Обивочная шелковая панель, 19 век.

### Японское кимоно
Коллекция представляет триста лет японской текстильной промышленности и содержит более 450 предметов одежды. Одежду носили, чтобы продемонстрировать пол, возраст, статус и богатство на протяжении всей истории Японии. Основу коллекции составляют кимоно из эпох Эдо (1603–1868), Мэйдзи (1868–1912), Тайсё (1912–1926) и раннего Сёва (1926–1989).
- Кимоно для молодой женщины (фурисодэ), Япония, 1912–1926 гг.
- Верхнее кимоно для молодой женщины из высшего общества (учикаке), Япония, 1840-1870 гг.
- Верхнее кимоно для молодой женщины из высшего общества (учикаке); пейзаж с мостом, павильонами и соломенными хижинами, 1840–1870 гг.
- Кимоно для молодой девушки с изображением барабанов и цветов, 1912–1926 гг.
- Женское кимоно, сотканное с мотивом небоскреба, 1930–1940 гг.

### Шведский текстиль
Коллекция в основном состоит из текстильных панелей, подушек и покрывал из региона Скания на юге Швеции, датируемых в основном столетним периодом с середины XVIII по середину XIX века. Большинство предметов в коллекции были сделаны для свадебных церемоний в регионе.
- Чехол на подушку для кареты (два льва в цветочных медальонах), Скания, район Бара, конец XVIII века
- Гобелен «ласточкин хвост» (птицы и виноградные лозы) из района Торна или Бара, Сконе, конец XVIII века.
- Гобелен «Ласточкин хвост» (Цветы, птицы и люди) из района Торна, Сконе, вторая половина XVIII века.
- Переплетенный гобелен (Женщины и птицы в звездах и сердцах) из района Ингельстадс, Сконе, первая половина XIX века.

### Испанская коллекция дамаскинажа
Одна из крупнейших коллекций такого рода, испанская коллекция металлических изделий отдает дань уважения семье Сулоага, которая сыграла важную роль в сохранении дамаскинажа в Испании. Коллекция содержит предметы, созданные Пласидо Сулоагой между 1834 и 1910 годами. Некоторые из предметов, такие как гигантский железный кассоне, были первоначально приобретены английским коллекционером XIX века Альфредом Моррисоном. Вся коллекция состоит из более чем 150 предметов, 22 из которых подписаны Пласидо Сулоагой.
- Куполообразная шкатулка на ножках, подаренная Викторией Евгенией Баттенберг, королевой Испании, Толедо, около 1918 г.
- Пара железных урн работы Пласидо Сулоаги, до 1878 г.
- Кинжал джамбия в чехле с ножнами из Толедо, 1877 г.
- Бронзовая, позолоченная и эмалированная шкатулка работы Пласидо Сулоаги, 1891–1892 гг.
- Железная рака с Богородицей и младенцем, 1880 г.

### Эмали мира
Коллекция состоит из более чем 1500 экспонатов и демонстрирует мировое значение и эволюцию эмалирования, охватывая 300-летний период. Это самая полная частная коллекция такого рода. Уникальность коллекции заключается в ее географическом, художественном и историческом диапазоне, включая экспонаты из Китая, Японии, исламских стран и Европы. Среди экспонатов — эмалированная колесница, принадлежавшая индийскому махарадже Бхавнагара и расписной эмалированный тронный стол XVIII века с печатью китайского императора Цяньлуна. Другие экспонаты включают презентационные блюда, ювелирные изделия, миниатюры и декоративные элементы.
- Блюдо в честь коронации императора Александра Александровича и императрицы Марии Федоровны в 1883 году, с эмалированными гербами тринадцати российских городов.
- Коробочка, Иран, 19 век.
- Гарнитур из дома Вандербильтов в Нью-Йорке. Сделано в Париже, около 1880 г.
- Лиможская мемориальная доска XIX века с изображением распятия, самая большая известная цельная эмалевая картина.
- Эмалированная серебряная карета, принадлежавшая Бхавсинхджи II, махарадже Бхавнагара.